# مختار سیسه
مختار سیسه (انگلیسی: Moctar Cissé؛ زادهٔ ۱۰ مارس ۱۹۹۳) بازیکن فوتبال اهل مالی است.
وی همچنین در تیم ملی فوتبال مالی بازی کرده است.